# British Home Championship 1948/49
Die British Home Championship 1948/49 war die 54. Auflage des im Round-Robin-System ausgetragenen Fußballwettbewerbs zwischen den vier britischen Nationalmannschaften von England, Irland (ab 1950/51 Nordirland), Schottland und Wales.
| Pl. | Nationalmannschaft | Sp. | S | U | N | Tore    | Punkte |
| --- | ------------------ | --- | - | - | - | ------- | ------ |
| 1.  | Schottland         | 3   | 3 | 0 | 0 | 009:400 | 06:0   |
| 2.  | England            | 3   | 2 | 0 | 1 | 008:500 | 04:20  |
| 3.  | Wales              | 3   | 1 | 0 | 2 | 003:400 | 02:40  |
| 4.  | Irland             | 3   | 0 | 0 | 3 | 004:110 | 0:60   |

|                                              |   |            |           |
| 9. Oktober 1948 in Belfast (Windsor Park)    |   |            |           |
| Irland                                       | – | England    | 2:6 (0:1) |
| 23. Oktober 1948 in Cardiff (Ninian Park)    |   |            |           |
| Wales                                        | – | Schottland | 1:3 (1:3) |
| 10. November 1948 in Birmingham (Villa Park) |   |            |           |
| England                                      | – | Wales      | 1:0 (1:0) |
| 17. November 1948 in Glasgow (Hampden Park)  |   |            |           |
| Schottland                                   | – | Irland     | 3:2 (1:2) |
| 9. März 1949 in Belfast (Windsor Park)       |   |            |           |
| Irland                                       | – | Wales      | 0:2 (0:1) |
| 9. April 1949 in London (Wembley Stadium)    |   |            |           |
| England                                      | – | Schottland | 1:3 (0:1) |